# Calvia decemguttata
Calvia decemguttata је инсект из реда тврдокрилаца (Coleoptera) и породице бубамара (Coccinellidae).

## Опис
Спада међу крупније бубамаре са дужином тела у опсегу 5-6,5 mm. Пронотум је жутосмеђ, са белим шарама. Покрилца су светла, жутосмеђа, са крупним белим мрљама, по 2 уз пронотум, 2 по средини и по 1 позади, што укупно даје карактеристичних десет мрља.

## Распрострањење
Присутна је у готово целој Европи, а распрострањењe у Србији је недовољно познато, мада је вероватно присутна у већем делу земље.

## Станиште
Живи у листопадним шумама на липи, храсту, бресту, али и у вртовима. Презимљава у стељи.